# Ioulia Navalnaïa
Ioulia Borissovna Navalnaïa (en russe : Юлия Борисовна Навальная), née Abrossimova (en russe : Абросимова) le 24 juillet 1976 à Moscou, est une économiste et personnalité publique russe. Elle-même opposante à Vladimir Poutine, elle est la veuve du leader d'opposition Alexeï Navalny, mort en prison en 2024. Elle est décrite dans les médias comme la « Première dame » de l'opposition russe.
Yulia Navalnaya a été nommée parmi les 100 personnes les plus influentes en 2024 par le Times Magazine, dans la catégorie leaders.

## Biographie

### Jeunesse et éducation
Ioulia Borissovna Abrossimova naît le 24 juillet 1976 à Moscou, en Union soviétique, dans la famille du scientifique Boris Alexandrovitch Abrossimov (1952-1996). Sa mère travaille pour le ministère de l'Industrie légère ; ses parents divorcent alors que Ioulia Abrossimova est enfant et sa mère se marie une seconde fois avec un employé du Comité national de planification de l'URSS. En 2020, le journaliste Oleg Kachine déclare que le père de Ioulia Navalnaïa est Boris Borisovitch Abrossimov, secrétaire de l'ambassade de Russie en Grande-Bretagne, associé aux services spéciaux, et que sa tante est Elena Borissovna Abrossimova, l'une des personnes ayant contribué à la rédaction de la Constitution russe. Navalny, en réponse à cela, publie l'acte de décès de son beau-père, daté de 1996.
Navalnaïa est diplômée de la Faculté des relations économiques internationales de l'Académie économique russe Plekhanov et effectue ensuite un stage à l'étranger, où elle étudie pour terminer son troisième cycle universitaire.
Navalnaïa travaille quelque temps dans une banque de Moscou.

### Implication dans la carrière politique d'Alexeï Navalny
En 2000, Navalnaïa et son mari rejoignent le parti politique russe Iabloko, qu'elle quitte quelques années plus tard en mai 2011.

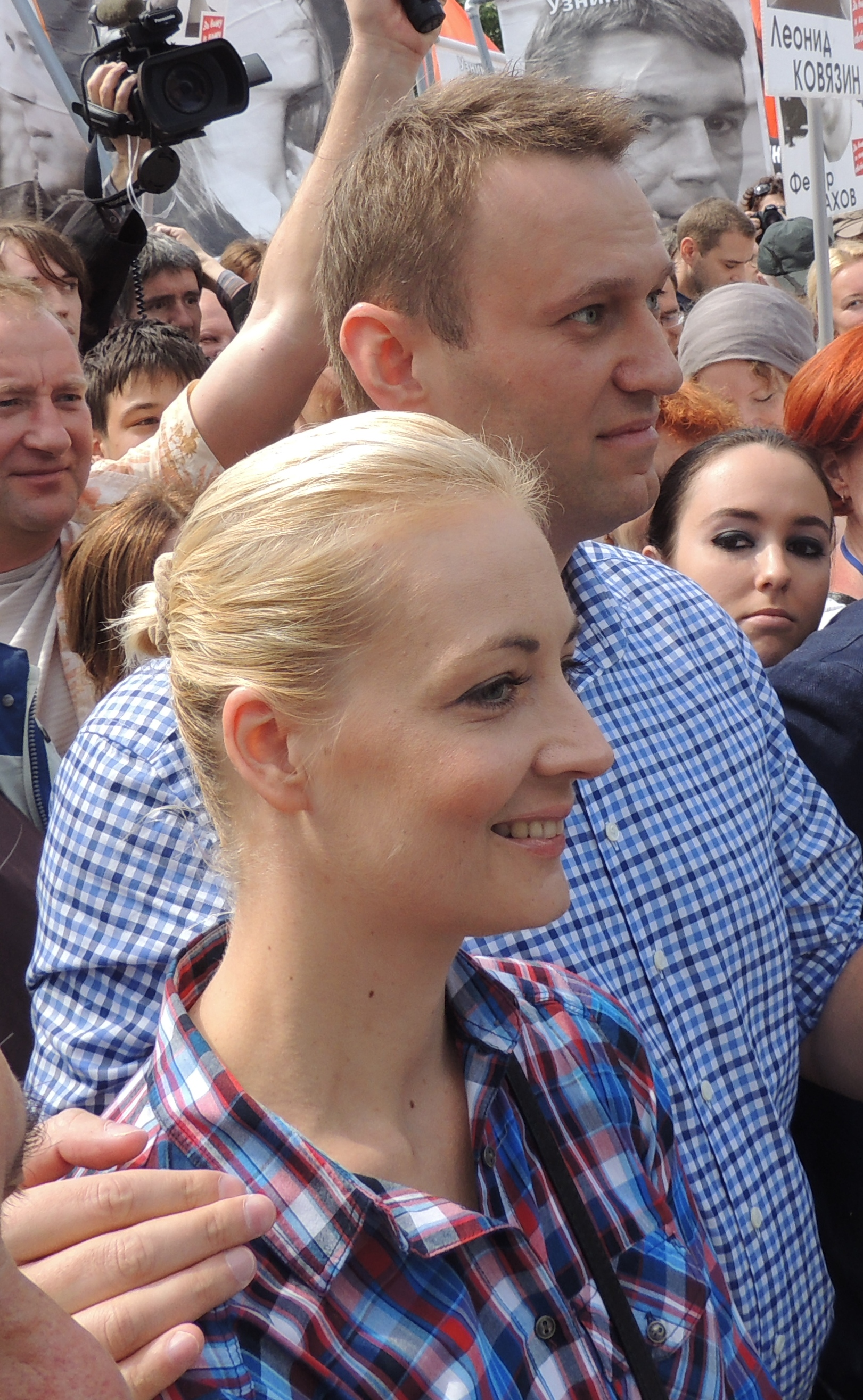
Ioulia Navalnaïa avec Alexeï Navalny lors d'une marche le 12 juin 2013 à Moscou.

Après 2007, Alexeï Navalny devient célèbre en Russie en tant que blogueur et homme politique de l'opposition. Navalnaïa est alors la première secrétaire et assistante de son mari. La vie de la famille devient publique, jusqu'à ce que Navalnaïa soit sous les projecteurs en tant que « Première dame de l'opposition russe ». Les observateurs notent qu'elle n'a jamais essayé de se positionner comme une figure indépendante : Navalnaïa se comporte toujours comme une épouse et une compagne dévouée (« l'épouse du décembriste »), prête à faire des déclarations dures et participer à des actions d'envergure si son mari en a besoin, mais sans lien direct avec la politique. Elle prend la parole lors de plusieurs rassemblements, qualifiant le directeur de la Garde nationale russe Viktor Zolotov, qui en septembre 2018 défie Navalny en « duel », de « voleur, lâche et bandit impudent »,.
Navalnaïa attire l’attention du public à la fin de l’été 2020, lorsque son mari est hospitalisé d’urgence à Omsk à la suite d’un empoisonnement présumé. Elle exige que Navalny soit libéré en Allemagne pour y être soigné et s'adresse même directement au président russe Vladimir Poutine,,. Après que des experts allemands ont confirmé l'empoisonnement de Navalny, le médecin russe Leonid Rochal déclare qu'aucune substance toxique n'a été trouvée dans les échantillons de Navalny en Russie et suggère de créer une équipe russo-allemande pour répondre à cette question. Navalnaïa l'accuse d'agir « non pas en tant que médecin, mais en tant que voix de l'État »,,. Elle suit son mari à Berlin, se trouve à côté de lui à l'hôpital de la Charité et Navalny poste plus tard un message où il écrit « Ioulia, tu m'as sauvé ». Novaïa Gazeta, à la suite du choix de ses lecteurs, nomme Navalnaïa « Héroïne de l'année 2020 ». Les principaux médias européens suivent de près son activité et font mention de ses publications sur les réseaux sociaux.
En janvier 2021, Navalnaïa retourne en Russie avec son mari. Après l'arrestation de Navalny à la douane, elle déclare que cette arrestation, suivie de la fermeture de l'aéroport de l'aéroport de Vnoukovo, sont un signe de la peur des autorités russes à l'égard de Navalny. Elle déclare : « Alexeï a dit qu'il n'avait pas peur. Et je n'ai pas peur non plus. Et je vous exhorte tous à ne pas avoir peur. ». Plus tard, Navalnaïa accuse les responsables de la sécurité de « la persécuter en tant qu'épouse d'un ennemi du peuple ». Elle écrit sur Instagram : « L'année 37 est arrivée, et nous ne l'avons pas remarqué. »,,. Le 21 janvier, Navalnaïa annonce qu'elle ira assister aux manifestations russes de 2021 pour exiger la libération de son mari. Deux jours plus tard, elle est arrêtée, avant d'être relâchée le soir même.

### Avenir politique

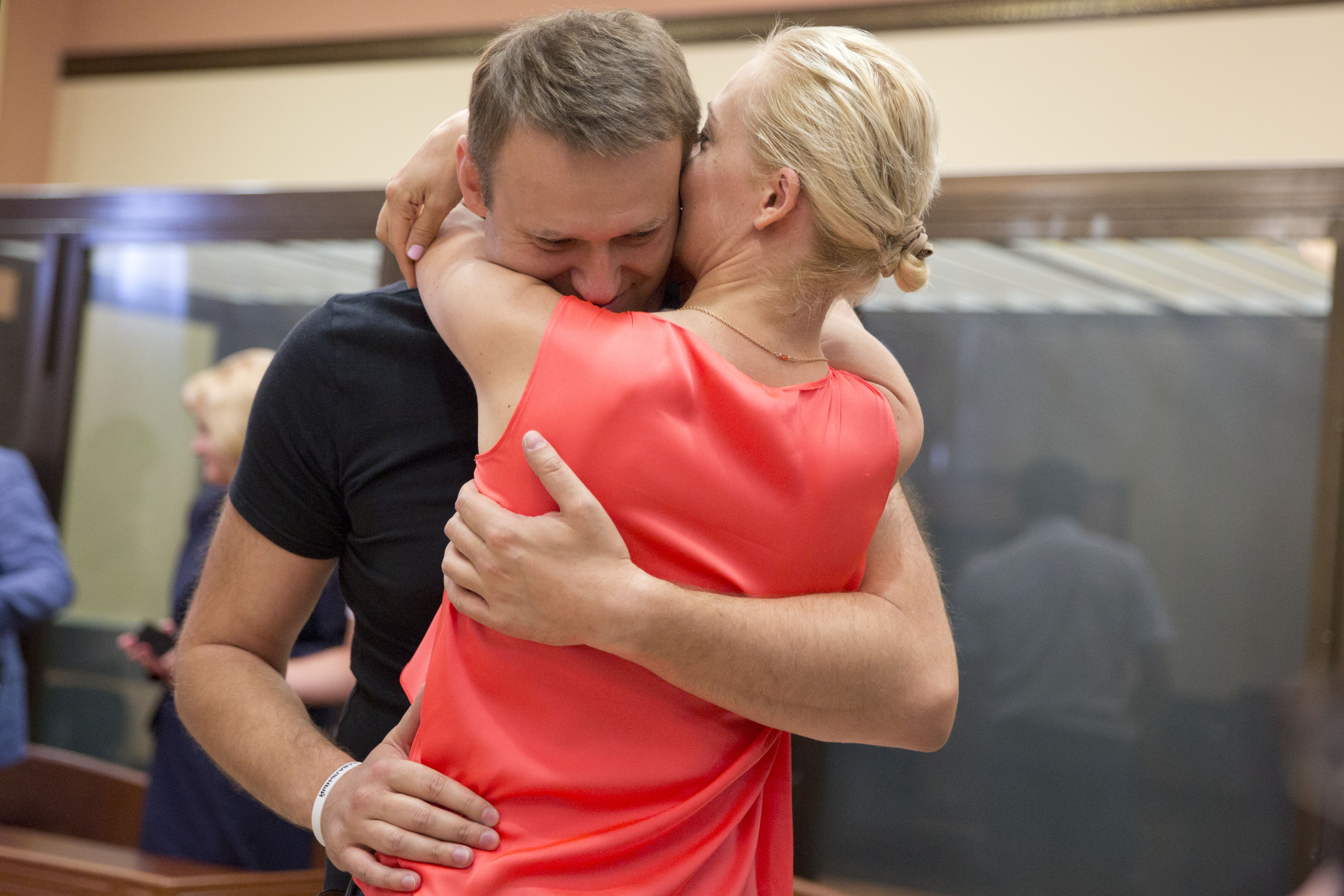
Navalnaïa et Navalny s'embrassent après la libération de Navalny après un appel réussi auprès du bureau du procureur le 19 juillet 2013.

En 2015, Navalnaïa est classée comme la 67e femme la plus influente de Russie par Écho de Moscou. Après qu'Alexeï Navalny a été condamné avec sursis, des rumeurs font état du fait que Ioulia Navalnaïa pourrait se présenter elle-même à l'élection présidentielle à sa place. Selon la personnalité publique russe Ksenia Sobtchak, elle propose en 2018 cette option à Navalny, mais celui-ci la rejette en affirmant que « les votes ne sont pas remis »[pas clair].
En septembre 2020, après l'empoisonnement de Navalny, Navalnaïa commence à jouer un rôle politique indépendant et certains commentateurs estiment qu'elle pourrait devenir la « Tikhanovskaïa russe » et prendre la tête de toute l'opposition,,. L'analyste politique Konstantin Kalachev déclare que le rôle de Navalnaïa a changé : « D'épouse d'homme politique, elle devient elle-même une femme politique ». Il ajoute qu'« elle a du charisme et du charme, et peut facilement remplacer son mari si nécessaire ». Le stratège politique Abbas Gallyamov compare Navalnaïa à Corazon Aquino, l'épouse du principal leader de l'opposition aux Philippines qui s'est opposée au régime du dictateur au pouvoir pendant vingt ans,,. Certains pensent cependant qu'une telle tournure des événements est peu probable.
En 2020, l'écrivain russe Dmitri Bykov déclare que Navalnaïa lui rappelle l'héroïne[Qui ?] de Ludmila Petrouchevskaïa : elle « fait face à des circonstances plus fortes qu'elle, mais un miracle l'aide à vaincre le mal du monde ».
En janvier 2021, la chaîne pro-Kremlin Tsargrad TV menace de publier des documents intimes liés à Alexeï Navalny à moins que Navalnaïa ne promette « de ne pas devenir la Tikhanovskaïa russe » et de « ne pas jouer à des jeux politiques »,.
Le 16 février 2024, l'administration pénitentiaire russe annonce qu'Alexeï Navalny est mort dans la colonie pénitentiaire no 3 de Kharp, en Iamalie, après avoir fait un malaise le matin même au cours de sa promenade,.
Peu après la mort de son mari, Navalnaïa, qui participe alors à la Conférence de Munich sur la sécurité, prononce un discours dans lequel elle déclare qu'elle n'est pas sûre de la véracité des informations données par les autorités russes, mais que si son mari est décédé, Poutine et ses alliés « seront traduits en justice ». Ioulia publie une vidéo en ligne déclarant qu'elle envisage de poursuivre le travail politique de son mari et a demandé aux Russes de se rassembler autour d'elle comme ils l'ont fait autour de son mari, en disant : « Je continuerai le travail d'Alexeï Navalny… Je veux vivre dans une Russie libre, je veux construire une Russie libre. ».
La décision de Navalnaïa de reprendre le combat politique de son mari suscite des fausses informations et des rumeurs, propagées par les sphères pro-Kremlin afin de la discréditer. Son compte Twitter est brièvement suspendu le 20 février 2024 par la plateforme, pour « violation des règles d'utilisation » puis réactivé moins d'une heure plus tard. Cette volonté se heurte à plusieurs difficultés car Navalnaïa vit en exil. D'une part, elle risque d'avoir des difficultés à se coordonner avec les militants vivant encore en Russie en raison de la fermeture du pays, d'autre part, son exil en temps de guerre peut être en contradiction avec le patriotisme de l'opposition russe.
Le 6 mars 2024, Loulia Navalnaïa appelle les Russes a exprimer leur opposition à Vladimir Poutine le 17 mars 2024, dernier jour de l'élection présidentielle russe qui doit voir Vladimir Poutine réélu sans surprise, en l'absence de candidats d'opposition, notamment en participant en se rendant en masse aux bureaux de vote à midi, en signe de protestation, opération nommée Midi contre Poutine. Le 9 juillet 2024, un tribunal de Moscou, en Russie, émet un mandat d'arrêt contre Ioulia Navalnaïa, qui réside hors de Russie,.

## Vie privée
À l'été 1998, alors qu'elle est en vacances en Turquie, Ioulia Abrossimova rencontre Alexeï Navalny, un avocat résidant comme elle à Moscou. En 2000, elle et Navalny se marient. Ils ont une fille nommée Daria en 2001 et un fils, Zakhar, en 2008. Navalnaïa aide les parents de son mari dans leur activité de vannerie. Après 2007, Navalnaïa ne travaille officiellement nulle part, se qualifiant de « principale en matière de vie quotidienne et d'éducation des enfants ».